# كمال العيادي
كمال العيادي ولد في 17 أبريل 1960، هو مهندس وسياسي تونسي.

## السيرة الذاتية

### الدراسات
كمال العيادي متحصل على شهادة مهندس من المدرسة الوطنية للمهندسين بتونس، إلى جانب شهادة دراسات عليا في القانون وشهادة في اللغة الإنجليزية من جامعة كامبريدج.

### المسار المهني
كان كمال العيادي أمين عام ثم رئيس عمادة المهندسين التونسيين. كان أيضا نائب رئيس ثم رئيس الاتحاد العالمي للمنظمات الهندسية، ورئيس الهيئة الوطنية للإتصالات وعضو اتحاد المهندسين الأمريكيين. هو مؤسس ورئيس عدة مؤسسات عاملة في مجالات التنمية الإقليمية والحوكمة ومكافحة الفساد والعلوم والتكنولوجيا، مثل مركز التفكير الاستراتيجي للتنمية الإقليمية والمركز الدولي لمكافحة الفساد والمعهد العالمي للأخلاق والقيادة.

### المسار السياسي
عين كمال العيادي في 10 نوفمبر 2004 في منصب كاتب دولة لدى وزيرة التجهيز والإسكان والتهيئة الترابية في حكومة محمد الغنوشي الأولى حتى 13 مارس 2005. عين في 6 نوفمبر 2006 من قبل الرئيس زين العابدين بن علي كعضو في مجلس المستشارين لتعويض الميداني بن صالح الذي توفي وقتها، وبقي في هذا المنصب حتى 23 مارس 2011، تاريخ حل المجلس إثر الثورة التونسية.

عند تأسيس حزب نداء تونس، انضم لمجلسه التنفيذي، ولكن الحزب رفض ترشيحه كرئيس قائمة في الانتخابات التشريعية التونسية 2014، فترشح عن الاتحاد من أجل تونس في دائرة جندوبة الانتخابية، ولكن قائمته تحصلت على 1.86% من الأصوات في هذه الدائرة. 

عين في 12 يناير 2016 في منصب وزير الوظيفة العمومية والحوكمة ومكافحة الفساد في حكومة الحبيب الصيد، وبقي في هذه المنصب حتى 27 أغسطس من نفس السنة.

في 20 أكتوبر 2016، عينه الرئيس الباجي قائد السبسي كرئيس الهيئة العليا للرقابة الإدارية والمالية برتبة وزير.

## الجوائز والتشريفات
- 2011: الجائزة الدولية جورج واشنطن من اتحاد المهندسين الأمريكيين.
- 2018: ميدالية الاستحقاق من الاتحاد العالمي للمنظمات الهندسية.